# Ctenognophos altera
Ctenognophos altera är en fjärilsart som beskrevs av Eugen Wehrli 1954. Ctenognophos altera ingår i släktet Ctenognophos och familjen mätare. Inga underarter finns listade i Catalogue of Life.